# Stone Street
Stone Street – przysiółek w Anglii, w hrabstwie Suffolk, w dystrykcie Babergh, w civil parish Boxford. Znajduje się 9.6 km od Sudbury.